# Мутаи, Эммануэль
Эммануэль Кипчирчир Мутаи — кенийский легкоатлет, который специализируется в марафоне. Серебряный призёр чемпионата мира 2009 года в марафоне.

## Карьера
Первыми соревнованиями в его карьере стал чемпионат провинции Рифт-Валли 2005 года, на котором он занял 3-е место в беге на 10 000 метров. В 2006 году стал победителем полумарафона в Ницце, показав результат 1:01.24 — это был его первый международный старт. В 2007 году занял пятое место на Лиссабонском полумарафоне с результатом 1:00.49.
На Олимпийских играх 2012 года занял 17-е место в марафонском забеге с результатом 2:14.49.

## Сезон 2014 года
13 апреля выступил на Лондонском марафоне. Первую половину дистанции он бежал в основной группе лидеров, однако затем начал отставать и в итоге финишировал на 7-м месте с результатом 2:08.19.

## Достижения
Полумарафоны
- Победитель полумарафона Ниццы 2006 года — 1:01.24
- 6-е место на Роттердамском полумарафоне 2006 года — 1:00.49
- Победитель Лиссабонского полумарафона 2007 года — 1:01.54

Марафоны
- Победитель Амстердамского марафона 2007 года — 2:06:29
- Второе место на Лондонском марафоне 2010 года — 2:06.23
- Второе место на Нью-Йоркском марафоне 2010 года — 2:09.18
- Победитель Лондонского марафона 2011 года — 2:04.40
- Второе место на Нью-Йоркском марафоне 2011 года — 2:06.28
- Второе место на Лондонском марафоне 2013 года — 2:06.33
- Второе место на Чикагском марафоне 2013 года — 2:03.52.
- Второе место на Берлинском марафоне 2014 года — 2:03.13